# Folkeafstemning om brændevinsforbud i Norge
Folkeafstemningen om brændevinsforbud i Norge, dvs. forbud mod salg og servering af brændevin, var en folkeafstemning afholdt 5. og 6. oktober 1919, hvor 61,6% af befolkningen i Norge stemte for det midlertidige brændevinsforbud som indtrådte efter en del politiske stridigheder i 1916. I alt blev der afgivet 797.474 stemmer, hvoraf 489.017 støttede forbuddet og 304.673 stemte imod, i tillæg til 2515 ikke godkendte stemmer.
Forbuddet mod brændevin varede fra 1919 til 1926. I disse 7 år var hedvin og brændevin kun tilladt som lægemiddel i Norge. 
| Valg | Spire Denne valgsartikel er en spire som bør udbygges. Du er velkommen til at hjælpe Wikipedia ved at udvide den. |